# 大溪公會堂
大溪公會堂是一座位於臺灣桃園市大溪區普濟路的公會堂建築，目前已登錄為桃園市歷史建築，並作為桃園市立大溪木藝生態博物館「木家具館|木生活館」之名開放參觀。

## 沿革
大溪公會堂建於台灣日治時期，根據1915年（大正4年）9月報紙登載，為桃園廳下即位式御大典紀念事業之一部分，則規劃在大嵙崁興建紀念公館的消息，並預計建設於大嵙崁公園內。後在1918年，由大嵙崁支廳長毛利誠意邀集有志者在大嵙崁俱樂部開會商議公會堂建築相關事宜，建築費預計五萬圓，並由民間出資建造。
公會堂最終於1921年2月（大正10年）完工，作為大溪地區民眾的集會、典禮等公眾活動使用的公共空間使用。在1923年（大正12年），攝政宮皇太子裕仁親王（後為昭和天皇）台灣行啓之際，該建築層作為侍從官巡視時的休憩場所使用。1932年，大溪公會堂的主體建築則重新改建現今洋風式樣，
第二次世界大戰結束後，國民政府接管台灣，由於大溪的景致雷同浙江省溪口的風景，大溪公會堂的寢室、廚房在國民政府遷台後被納為總統行館使用，並將原日本木造平房改建為現今的磚造平房，堂內設有會客廳、廚房、餐廳、臥室、書房等設施。1975年（民國64年）蔣中正逝世後，大溪公會堂於1976年再度整建，1978年作為「蔣公紀念館」使用。
2003年，配合桃園縣政府的「城鄉風貌計畫」計畫，大溪公會堂則轉為「大溪藝文之家」再利用，並在2004年1月13日由桃園縣文化局登錄為歷史建築。 後經桃園縣政府文化局整修後，公會堂於2005年10月作為桃園縣地方文化館重新啟用。
2016年10月21日，大溪公會堂、蔣公行館及管理室、藝術工坊納入桃園市立大溪木藝生態博物館，成為該單位公有館舍之一，並隨即在2018年進入修繕工程。後於2020年6月17日正式開館。

## 建築設計
大溪公會堂敷地三千餘坪，建築物位於大溪公園南端，建築包括和、洋兩棟建築所構成。洋館為一層樓磚造洋風建築物，建築式樣屬混合折衷主义建筑，結構為洋式大木桁架，搭配平板石綿瓦斜交鋪葺的黑瓦，外牆以洗石子與經清水磚造灰泥粉刷的裝飾藝術風格的幾何圖騰水泥牆裝修，屋面為平板石棉瓦斜葺，山牆面的部份以木條裝飾。採用斜砌紅磚。周遭區域則設有庭院。
室內部分，原設有室內設有會客室、餐廳、廚房、臥室及書房等空間，後在1956年，公會堂後方則加蓋屋舍（管理室），在整修後建築依然保留原有形制、構件與材料。目前原大溪公會堂部分做為展覽、集會、招待與座談的多用途空間；原總統行館部分則作為木藝文創展示空間使用。

## 外部連結
- 大溪公會堂（蔣公紀念堂） - 大溪歷史街坊再造協會 （页面存档备份，存于）